# Bataillon Six Février
Le bataillon Six Février était un bataillon de la Brigade internationale franco-belge pendant la guerre civile espagnole. Le bataillon a servi dans les XVe et XIVe brigades internationales.

## Patronage
Le bataillon tire son nom de l'émeute du 6 février 1934 à laquelle la Parti communiste et la Section française de l'Internationale ouvrière ripostèrent avec la manifestation du 12 février 1934 et la constitution du Front populaire.

## Histoire
Le bataillon Six Février est fondé le 20 décembre 1936 mais ne devient actif que le 31 janvier 1937. Il est formé principalement de volontaires français et belges, bien qu'il comprenne également des Algériens, des Marocains, des Mandarins, des Grecs, des Syriens, des Américains, des Chinois, des Juifs palestiniens et des Hongrois.
Jusqu'à la mi-1937, il faisait partie de la XVe Brigade internationale. Le Français Gabriel Fort en fut le commandant jusqu'au 12 février 1937, date à laquelle il fut grièvement blessé lors de la bataille de Jarama, où l'unité combattit du 11 au 27 février. Ensuite, le Roumain Émile Schneiberg prit le commandement jusqu'à sa mort deux jours plus tard dans la même bataille.  Le 4 août 1937, il fut transféré à la XIVe Brigade internationale et comprenait trois compagnies de tirailleurs. La 1ère Compagnie avait une section de mitrailleuses. Gabriel Fort est de nouveau désigné commandant le 7 août, mais perd la vue à Villanueva de la Cañada lors des combats suivants. Le bataillon fit ensuite partie de la XIV Brigade Internationale Bis entre le 27 septembre 1937 et le 23 février 1938, mais elle appartint à nouveau au XIV jusqu'à sa dissolution le 22 avril 1938.